# Einzelhaft
Первый альбом австрийского певца Фалько. Спродюсирован им совместно с музыкантом Робертом Понгером. Выпущен венской фирмой "GiG Records".
Логотип разработал солист группы "Drahdiwaberl" Штефан Вебер, в которой певец ранее играл на бас-гитаре. Существует мнение, что оформление обложки альбома было скопировано в постере фильма "Птаха" (1984) с Николасом Кейджем и Мэттью Модайном.
Альбом стал #1 в Австрии, результаты в других странах были скромнее. Успеху способствовал выпуск трека "Der Kommissar" в декабре 1981 года. Отдельные издания альбома прямо указывали на обложке на наличие данного хита на пластинке.
Из немецкого "Rolling Stone", #2/2008, Бернхард Рабич говорит про 1982 год:
«Моя группа "Spinning Wheel" подписала контракт на несколько выступлений в Мюнхене. Гансу еще не поступили отчисления от продажи сингла и он решил прокатиться вместе с нами в качестве басиста — все-таки он какое-то время был в составе и знал все нужные партии. Когда мы прибыли в Германию, вся Вена уже бредила «Комиссаром», и Хёльцель решил исполнить его на концерте. Шоу проходило в полночь, а на подтанцовках были девицы из местного кабаре. После того, как мы разобрались со своей программой, к нам подвалил какой-то немец и сообщил, расплескивая пиво: «Ваш басист поет как Фалько, он даже на него смахивает, но до настоящего Фалько ему ой как далеко».
В 1982-м диск был издан в Австрии, ФРГ, Италии, Финляндии, Великобритании, Нидерландах, Испании, Греции, Канаде, США, Филиппинах, Перу, Новой Зеландии, Бразилии, Аргентине. В 1983-м диск также вышел в Австралии и Японии. Во всех этих странах, кроме Австрии и Германии, диск распространялся американской компанией "A&M Records", в ФРГ он выпускался будущим вторым лейблом певца "TELDEC".
Первым выпущенным на CD считается японское издание, продававшееся в ходе тура "Emotional" в этой стране в конце 1986 года.
Диск издавался в 1982-1983 гг., 1986-1987 и 1990 гг.
Первое переиздание состоялось в 1996 г., когда были повторно выпущены несколько альбомов и сборники песен Фалько.
8 июня 2007 года вышел диск "Einzelhaft – 25th Anniversary Edition", который стал на пике #22 и продержался в чартах 5 недель.
Отдельно в 1981-1982 гг. были выпущены 5 треков – "Der Kommissar", "That Scene (Ganz Wien)", "Maschine Brennt", "Zuviel Hitze" и "On The Run (Auf Der Flucht)".
27 января 2023 года диск был переиздан в формате делюкс-издания.
|                | Максимальная позиция | Всего недель |
| -------------- | -------------------- | ------------ |
| Австрия        | 1                    | 42           |
| ФРГ            | 19                   | 20           |
| Швеция         | 45                   | 3            |
| Новая Зеландия | 45                   | 2            |

## Список композиций
1. "Zuviel Hitze" - 4:28
2. "Der Kommissar" - 3:53
3. "Siebzehn Jahr" - 3:57
4. "Auf der Flucht" - 4:06
5. "Ganz Wien" - 5:08
6. "Maschine brennt" - 3:36
7. "Hinter uns die Sintflut" - 3:16
8. "Nie mehr Schule" - 4:10
9. "Helden von heute" - 4:08
10. "Einzelhaft" - 4:02